# Macrofotografie

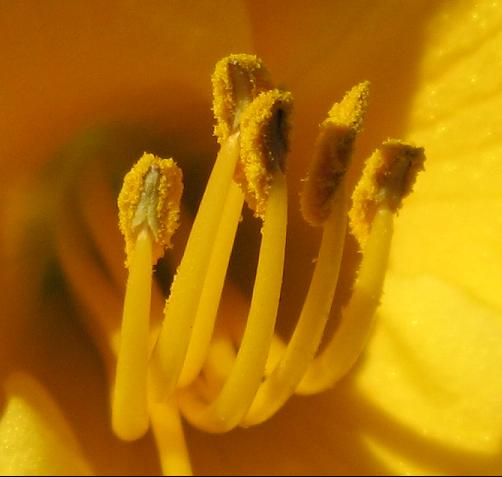
Macro-opname van meeldraden van een bloem

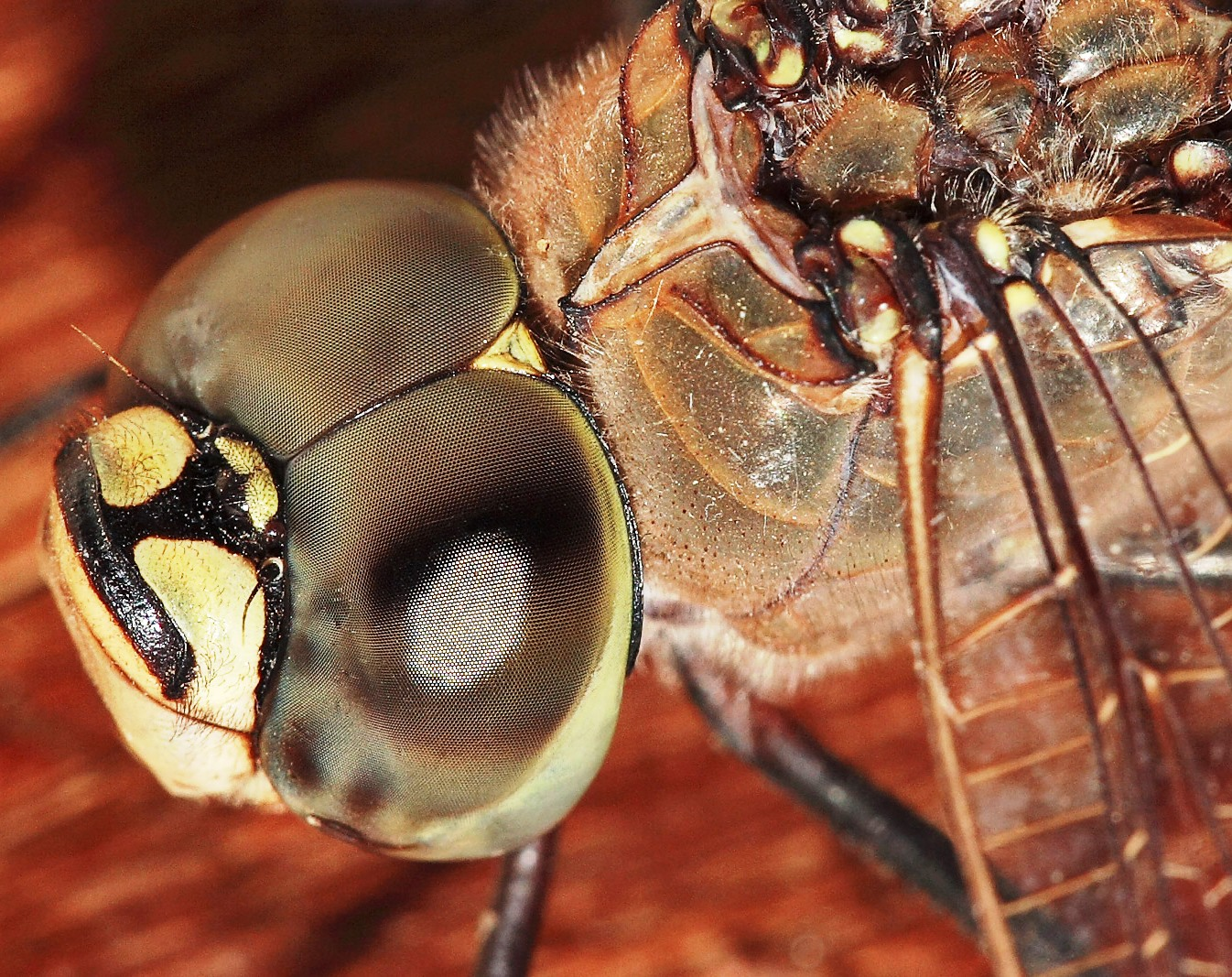
Macro-opname van een facetoog

Macrofotografie is het fotograferen op korte tot zeer korte afstand van onderdelen van mensen, dieren, planten of voorwerpen, met de bedoeling ze zo groot mogelijk af te beelden, zodat details zichtbaar worden die met het blote oog moeilijk of niet waarneembaar zijn.
We spreken van macrofotografie wanneer de vergroting groter of gelijk is aan één. Wanneer de vergroting kleiner is dan één, spreken we over een close-up. Of anders gezegd: wanneer het beeld op film/sensor groter of gelijk is aan het gefotografeerde voorwerp, spreken we van macrofotografie.

## Berekeningen

### Formules
| {\displaystyle L={\frac {b}{v}}} | {\displaystyle v={\frac {b*f}{b-f}}} | {\displaystyle b={\frac {v*f}{v-f}}} |

L = afbeeldingsmaatstaf of vergrotingsfactor (kan ook kleiner dan 1 zijn, in geval van verkleind beeld).
b = beeldafstand: de afstand van objectief tot film of sensor.
v = voorwerpsafstand: de afstand van het te fotograferen voorwerp tot het objectief.
f = brandpuntsafstand.

### Voorbeeld 1
Stel dat men scherpstelt op een voorwerp op 400 mm afstand van het objectief (v) en de beeldafstand is 100 mm (b), dan is L = 100/400 = 0,25 (dat wil zeggen dat het een verkleining is). Zou {\displaystyle L=b/v=1} zijn geweest, dan zou het voorwerp op ware grootte zijn afgebeeld. Wordt de voorwerpsafstand (v) kleiner dan de beeldafstand (b), dan zal het voorwerp op meer dan ware grootte worden afgebeeld.

### Voorbeeld 2
Met bovenstaande formules kunnen we uitrekenen wat de kleinste afstand is tot het voorwerp waarop we nog kunnen scherpstellen.
We hebben een objectief met een brandpuntsafstand van 50 mm (f) en een balg die 200 mm (b) wordt uitgerekt.
{\displaystyle v=(200*50)/(200-50)=66\ \mathrm {mm} }
{\displaystyle L=200/66=3}
We hebben nu een objectief (f) van 100 mm en een balg die ook tot 200 mm (b) wordt uitgerekt.
{\displaystyle v=(200*100)/(200-100)=200\ \mathrm {mm} }
{\displaystyle L=200/200=1}

### Conclusie
Bij eenzelfde balguittrek en grotere brandpuntsafstand zal de vergroting afnemen. Bij eenzelfde brandpuntsafstand en een grotere beeldafstand zal de vergroting toenemen.

## Hulpmiddelen

### Voorzetlens
De eenvoudigste en wellicht ook de goedkoopste methode is een positieve voorzetlens op het objectief te schroeven, vergelijkbaar met een filter. De werking is te vergelijken met die van een leesbril of van een vergrootglas dat je op enige afstand voor het objectief houdt.
Voordelen zijn dat voorzetlenzen goedkoop en snel zijn in hetgebruik. Nadelen zijn dat de kwaliteit van het beeld nadelig wordt beïnvloed, doordat er onscherpte aan de randen kan ontstaan, en dat de voorzetlens enkel op één objectiefdiameter past of met schroefdraad (gewoonlijk) of met bajonetsluiting.

### Tussenringen en balg
De tussenringen of balg worden tussen het objectief en camerabody geplaatst en zorgen op die manier dat de beeldafstand wordt vergroot. Tussenring en balg bevatten geen lenzen. Tussenringen worden vaak in setjes van drie geleverd 12, 20 en 36 mm dik.
Voordeel is dat de kwaliteit niet nadelig wordt beïnvloed, zoals bij een voorzetlens, en dat men manueel de vergrotingsfactor kan instellen. Nadeel is dat het alleen te gebruiken is op een camera met verwisselbare objectieven.

### Omkeerring
Een objectief wordt door middel van een omkeerring achterstevoren op een camerabody of tussenring/balg gezet.
Voordeel is de goede kwaliteit. Nadeel is dat alleen een camera met verwisselbare objectieven kan worden gebruikt en dat automatische functies zoals scherpstellen en lichtmeting niet meer werken. Voor de EOS van Canon wordt er door Novoflex een adapter gemaakt die de lichtmeting wel in stand houdt.

### Macro-objectief

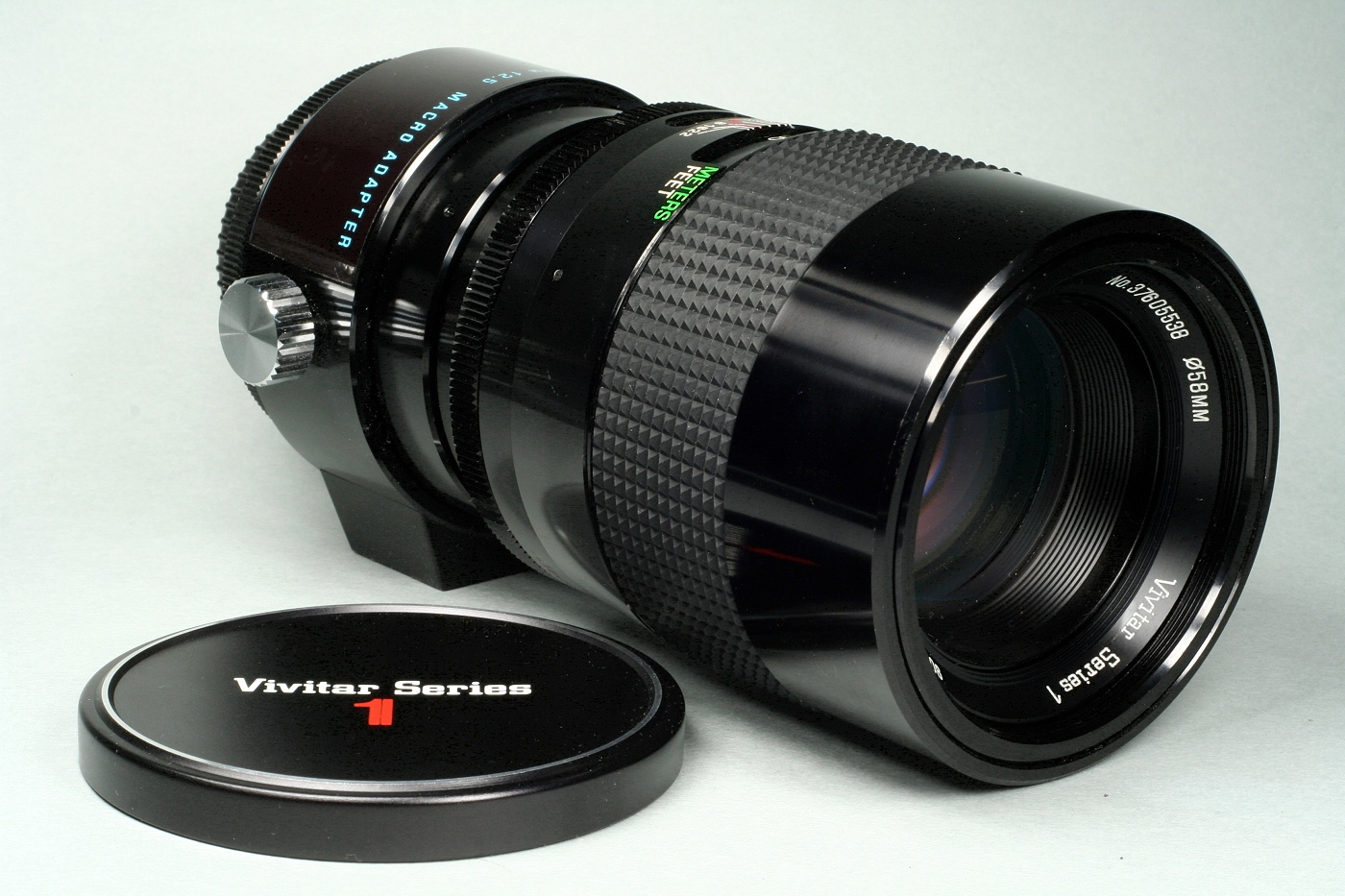
Een macro-objectief

Een macro-objectief is een speciaal voor macrofotografie ontwikkeld objectief. De gebruiker kan zonder hulpmiddelen, gemakkelijk macrofoto's maken. Het is mogelijk bij langere brandpuntsafstanden, meer afstand te nemen tot het te fotograferen voorwerp.
Het voordeel is gemakkelijk werken, dat lichtmeting en het scherpstellen van de camera gewoon blijven werken. Ook tussenringen zijn te gebruiken. Daarbij is de kwaliteit erg goed te noemen (verschilt per merk en type). Nadeel de (vaak) hoge prijs.

### Gebruik zoomlenzen
Een Zoomobjectief is goed te gebruiken bij macrofotografie. Bij gebruik van zoomlenzen (of objectieven) zal vaak de zoomring gebruikt worden in plaats van de scherpstelring. Het aanpassen van de brandpuntsafstand heeft dan een groter effect op de scherpstelling.

### Macro Rail
Bij Macrofotografie is het vaak eenvoudiger om de camera en lens te verschuiven dan de scherpstelling aan te passen. Hierbij verschuift de camera en lens naar voor of naar achter om de scherpstelling op het juiste punt te krijgen. Dit hulpmiddel wordt vaak gebruikt in combinatie met focus stacking.

## Statief
Een statief is bij deze vorm van fotograferen beslist noodzakelijk om bewegingsonscherpte te voorkomen. Een bijkomend voordeel is dat langere belichtingstijden met het daarbij behorende kleinere diafragmaopening (groot diafragmagetal (F-getal)) kunnen worden gebruikt om zo een grotere scherptediepte te krijgen.

## Ringflitser
Bij voorwerpen die zich zeer dicht voor het objectief bevinden, werpt het objectief zelf een schaduw over het te fotograferen object. Ingebouwde flitsers en opzetflitsers zijn daarom ook nagenoeg onbruikbaar. Een ringflitser die voor op het objectief wordt geschroefd, is wel voor macrofotografie geschikt. Nadeel is dat het rondom schijnende licht schaduwen doet vervagen, waardoor diepte minder goed zichtbaar wordt. Er zijn ringflitsers verkrijgbaar waarvan de verdeling van het licht kan worden ingesteld, waardoor het licht natuurlijker overkomt.